# Dennis van der Geest

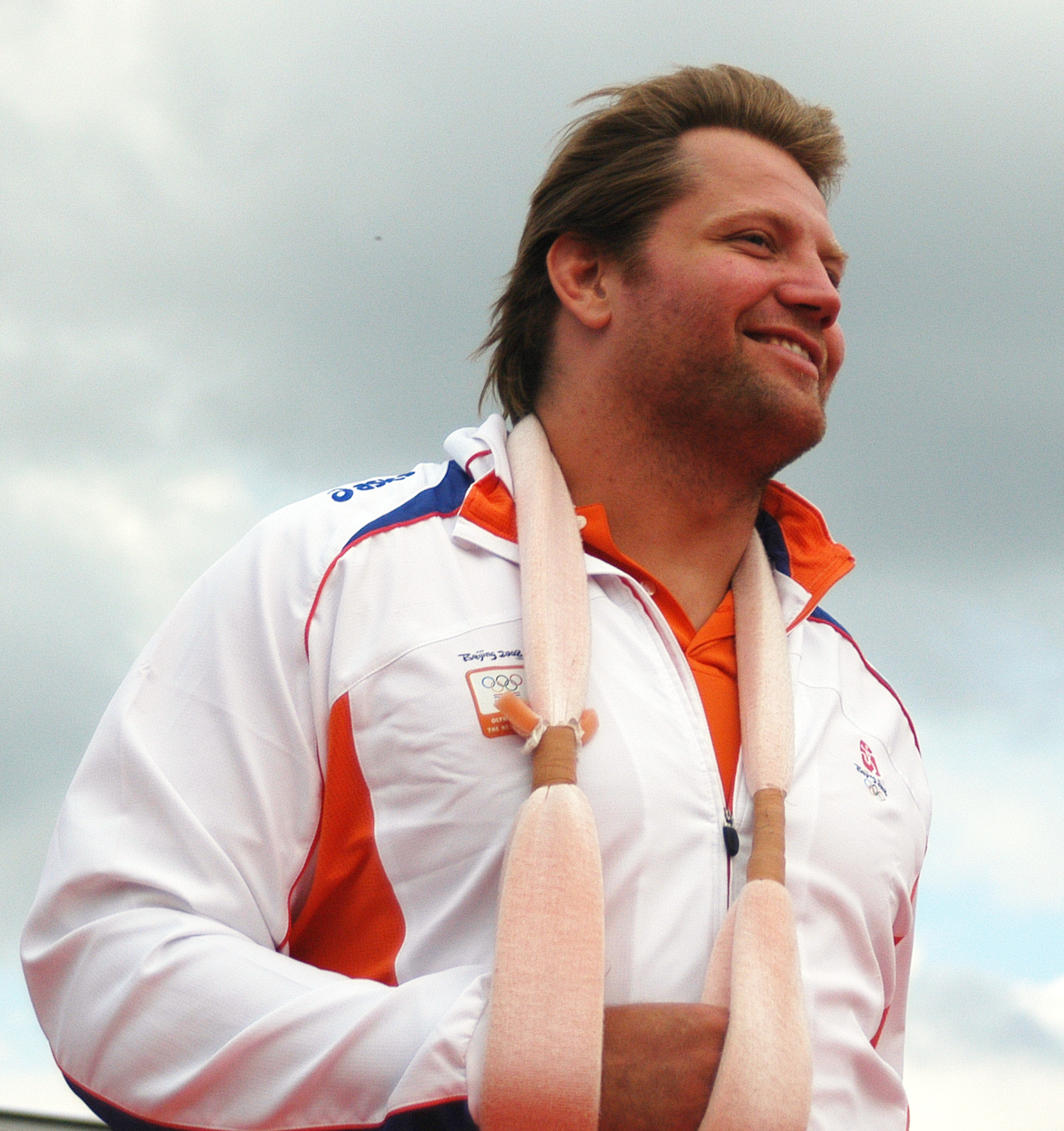
Dennis van der Geest, 2008 in Amsterdam

Dennis van der Geest (* 27. Juni 1975 in Haarlem) ist ein ehemaliger niederländischer Judoka. Er gewann 2004 eine olympische Bronzemedaille im Schwergewicht und war 2005 Weltmeister in der offenen Klasse.

## Karriere
Dennis van der Geest war ab 1990 im Jugendbereich erfolgreich. 1994 war er Zweiter der Junioreneuropameisterschaften im Halbschwergewicht. Ende 1995 wechselte der 1,96 m große Dennis van der Geest ins Schwergewicht und wurde in dieser Gewichtsklasse Dritter der Junioreneuropameisterschaften. 1997 gewann er in Budapest sein erstes Weltcupturnier. Bei den Weltmeisterschaften 1997 in Paris gewann er in der offenen Klasse eine Bronzemedaille, nachdem er im Viertelfinale gegen den Russen Sergei Kossorotow verloren hatte. Im Jahr darauf gewann er bei den Europameisterschaften 1998 ebenfalls Bronze in der offenen Klasse, nachdem er im Halbfinale dem Türken Selim Tataroğlu unterlegen war. Gleichfalls Bronze, allerdings im Schwergewicht, erhielt er bei den Weltmeisterschaften der Studierenden 1998. Anfang 1999 siegte Dennis van der Geest bei den Weltcupturnieren in Paris, Prag und Rom jeweils im Schwergewicht. Bei den Europameisterschaften 1999 in Bratislava belegte er den siebten Platz im Schwergewicht und gewann Bronze in der offenen Klasse. Drei Monate später bei der Universiade 1999 erreichte er das Finale und erhielt die Silbermedaille im Schwergewicht. Im Oktober fanden in Birmingham die Weltmeisterschaften 1999 statt. Im Schwergewicht schied Dennis van der Geest gegen Selim Tataroğlu aus. In der offenen Klasse hingegen unterlag er im Achtelfinale dem Japaner Shinichi Shinohara, kämpfte sich aber über die Hoffnungsrunde bis zur Bronzemedaille durch. Bei den Europameisterschaften 2000 siegte er im Schwergewichtsfinale gegen den Russen Tamerlan Tmenow. Tmenow besiegte Dennis van der Geest in dessen erstem Kampf bei den Olympischen Spielen in Sydney. Nach einer Niederlage gegen den Chinesen Pan Song in der Hoffnungsrunde belegte der Niederländer den neunten Platz. Ende 2000 gewann er noch eine Bronzemedaille bei den Studierenden-Weltmeisterschaften.
2001 erreichte Dennis van der Geest das Finale in der offenen Klasse bei den Europameisterschaften und verlor gegen den Russen Alexander Michailin. Bei den Weltmeisterschaften in München schied er im Schwergewicht gegen den Rumänen Alexandru Lungu aus. In der offenen Klasse unterlag er dem Georgier Ramas Tschotschischwili, kämpfte sich aber zur Bronzemedaille durch, wobei er unter anderem auch Alexandru Lungu besiegte. Einen Monat nach den Weltmeisterschaften siegte er im Schwergewicht bei der Universiade in Peking. 2002 gewann er bei den Europameisterschaften in Maribor eine Bronzemedaille im Schwergewicht und Gold in der offenen Klasse, als er im Finale Alexander Michailin bezwang. Im Jahr darauf schied er bei den Europameisterschaften in Düsseldorf im Schwergewicht gegen den Esten Martin Padar aus, in der offenen Klasse erhielt er Silber hinter Michailin. Bei den Weltmeisterschaften 2003 in Osaka trat Dennis van der Geest nur im Schwergewicht an und gewann Silber hinter dem Japaner Yasuyuki Muneta. Im Olympiajahr 2004 erkämpfte er eine Bronzemedaille im Schwergewicht bei den Europameisterschaften in Bukarest, nachdem er nur gegen den Esten Indrek Pertelson verloren hatte. Bei den Olympischen Spielen in Athen unterlag der Niederländer im Viertelfinale dem Italiener Paolo Bianchessi, mit Siegen über den Südkoreaner Kim Sung-bum, den Deutschen Andreas Tölzer und den Iraner Mahmoud Miran kämpfte sich Dennis van der Geest zur Bronzemedaille durch.
Bei den Europameisterschaften 2005 in Rotterdam erreichte er das Schwergewichts-Halbfinale und unterlag dort Alexander Michailin. Mit einem Sieg über Selim Tataroğlu gewann er Bronze. Vier Monate später unterlag er bei den Weltmeisterschaften in Kairo im Schwergewicht dem Japaner Yasuyuki Muneta und dem Georgier Lascha Gudschedschiani. In der offenen Klasse besiegte er im Halbfinale den Georgier Giorgi Qisilaschwili und im Finale den Russen Tamerlan Tmenow. Sein Sieg bei den Weltmeisterschaften blieb sein letzter großer Erfolg. Er nahm zwar noch an einigen internationalen Meisterschaften teil, erreichte aber nicht mehr die Medaillenränge. In seinem letzten internationalen Kampf verlor er nach Freilos in der ersten Runde in der zweiten Runde der Olympischen Spiele 2008 in Peking gegen Tamerlan Tmenow.
Nach dem Ende seiner aktiven Karriere 2008 wechselte Dennis van der Geest in die Unterhaltungsbranche. Er moderierte verschiedene Sendungen im niederländischen Fernsehen, insbesondere präsentierte er bis 2016 den Wettbewerb Sterkste Man van Nederland. Daneben trat er auch mit diversen DJs im Dance- und House-Genre auf.
Dennis van der Geest ist der Bruder des Judoka Elco van der Geest.

## Niederländische Meisterschaften
Dennis van der Geest gewann als Erwachsener zwölf Meistertitel der Niederlande.
- Schwergewicht: 1995, 1996, 1997, 1998, 1999, 2000, 2001, 2002, 2003, 2004
- Allkategorie: 1996 (Januar), 1996 (Dezember)